# Unterdürnbach
Unterdürnbach ist eine österreichische Ortschaft mit 229 Einwohnern (Stand 1. Jänner 2024) in der Gemeinde Maissau im Bezirk Hollabrunn in Niederösterreich. Unterdürnbach ist eine eigene Katastralgemeinde.

## Geografie
Unterdürnbach ist ein Doppelstraßendorf östlich von Maissau im Weinviertel am Fuß des Manhartsberges. Das Dorf liegt in einer Grabensenke des namengebenden Dürnbachs und ist aus einem Längsangerdorf hervorgegangen.

### Nachbarorte
| Oberdürnbach | Limberg                                     | Niederschleinz            |
| Maissau      | Kompassrose, die auf Nachbargemeinden zeigt | Frauendorf an der Schmida |
| Parisdorf    | Ravelsbach                                  | Minichhofen               |

## Geschichte
In der Pfarreinweihungsurkunde von Ravelsbach wurde Unterdürnbach erstmals im Jahre 1110 urkundlich erwähnt. Um das Jahr 1147 scheint ein Dietmarius von Durrinpach in einer Göttweiger Traditionsnotiz auf und auch in Urkunden von Stift Klosterneuburg scheinen Genannte von Dürenbach auf. In der Mitte des 12. Jahrhunderts findet sich auch die erste urkundliche Erwähnung eines Festen Hauses der Herren von Durrinbach
Im Jahre 1265 wurde ein Ritter Meinhard de Durnbach genannt, welcher der Witwe des gewaltsam ums Leben gekommenen Otto von Maissau bei der Verwaltung ihrer Güter behilflich war. Seine Söhne Meinhard, Ernst und Wolfhard gehörten der Gefolgschaft des Marschalls Stephan von Maissau an.
Im Jahre 1293 errichtete Wolfhard von Durnbach die Pfarre in Unterdürnbach. In den folgenden Jahren werden verschiedene Familien des Kleinadels als Lehensnehmer genannt. Im 15. Jahrhundert wurden auch andere Adelsfamilien vom Landesfürsten mit Besitz belehnt, so Ulrich Zischerl (um 1400), Kaspar Schober (um 1430) und dessen Sohn Georg, Ritter auf Niederdürnbach (um 1450). Seine Erbtochter heiratete nach dem Jahre 1492 Laurenz Steger, der damit Lehensnehmer wurde.
Die als Ungarnkriege bekannten Auseinandersetzungen zwischen Friedrich III. und den Hunyadis (Johann Hunyadi, Matthias Corvinus) gegen Ende des 15. Jahrhunderts führten dazu, dass das Gebiet um Unterdürnbach Raubzüge der Ungarn unter ihrem Hauptmann Wenzel Martinsky erlebte und Unterdürnbach eine Zeit lang von den Ungarn besetzt war.
Im Jahre 1517 übernahm Wolfgang, der Sohn von Laurenz Steger den Besitz. Er nannte sich Ritter auf Dürnbach und Harmannsdorf und verkaufte die Kirche und das  Schloss im Jahre 1531 an Melchior Hohberg. Anlässlich dieses Verkaufes wurde auch erstmals der Bestand eines Schlosses dokumentiert, das möglicherweise aus dem Festen Haus aus dem 12. Jahrhundert hervorgegangen ist. 1644 erwarb das Stift Lilienfeld das Gut Unterdürnbach. Im Jahr 1822 wurde der Ort als Dorf mit 64 Häusern genannt, das über eine Pfarre und eine Schule verfügte. Die Herrschaft Unterdürnbach besaß die Ortsobrigkeit und besorgte die Konskription. Die Landgerichtsbarkeit wurde von der Herrschaft Limberg ausgeübt. Die Untertanen und Grundholde des Ortes gehörten den Herrschaften Unterdürnbach, Neudegg, Pfarre Straning und Ravelsbach. Die Güter und das Gut Unterdürnbach wurden 1971 verkauft, das Schloss ist aber auch heute noch im Besitz des Stiftes und wird als Pfarrhof genutzt.
Mit 1. Jänner 1972 erfolgte aus finanziellen und wirtschaftlichen Überlegungen heraus die Gemeindezusammenlegung der ehemaligen Gemeinde Unterdürnbach mit der Gemeinde Maissau.

### Bevölkerungsentwicklung
Legende: blau stellt die Anzahl der Gebäude dar, grau die Anzahl der Einwohner. Die Gebäudezahlen für 1890, 1910, 1939 und 2011 liegen nicht vor.

## Kultur und Sehenswürdigkeiten
- Schloss Unterdürnbach
- Pfarrkirche Unterdürnbach
- Lavendelschaugarten und Lebens(bach)lauf

## Wirtschaft und Infrastruktur

### Öffentliche Einrichtungen
In Unterdürnbach gibt es einen Kindergarten.

## Persönlichkeiten
- Pius Maurer (* 1971), Theologe und Abt des Stiftes Lilienfeld (seit 2019)[9]